# アメリカ海兵隊武装偵察部隊
アメリカ海兵隊武装偵察部隊（United States Marine Corps Force Reconnaissance、通称: Force Recon フォース・リーコン）とは、アメリカ海兵隊において特殊作戦能力を保有する部隊である。主任務はその部隊名の通り威力偵察であり、海兵隊では特殊部隊と公式には認めてはいない。そのため、アメリカ陸軍特殊作戦コマンド所属のグリーンベレーやアメリカ海軍特殊戦コマンド所属のNavy SEALsの様にアメリカ特殊作戦軍（SOCOM）の管轄下には入っておらず、アメリカ海兵隊が直接指揮・管轄を行っている。
以下、通称であるフォース・リーコンと呼称する。

## 概要

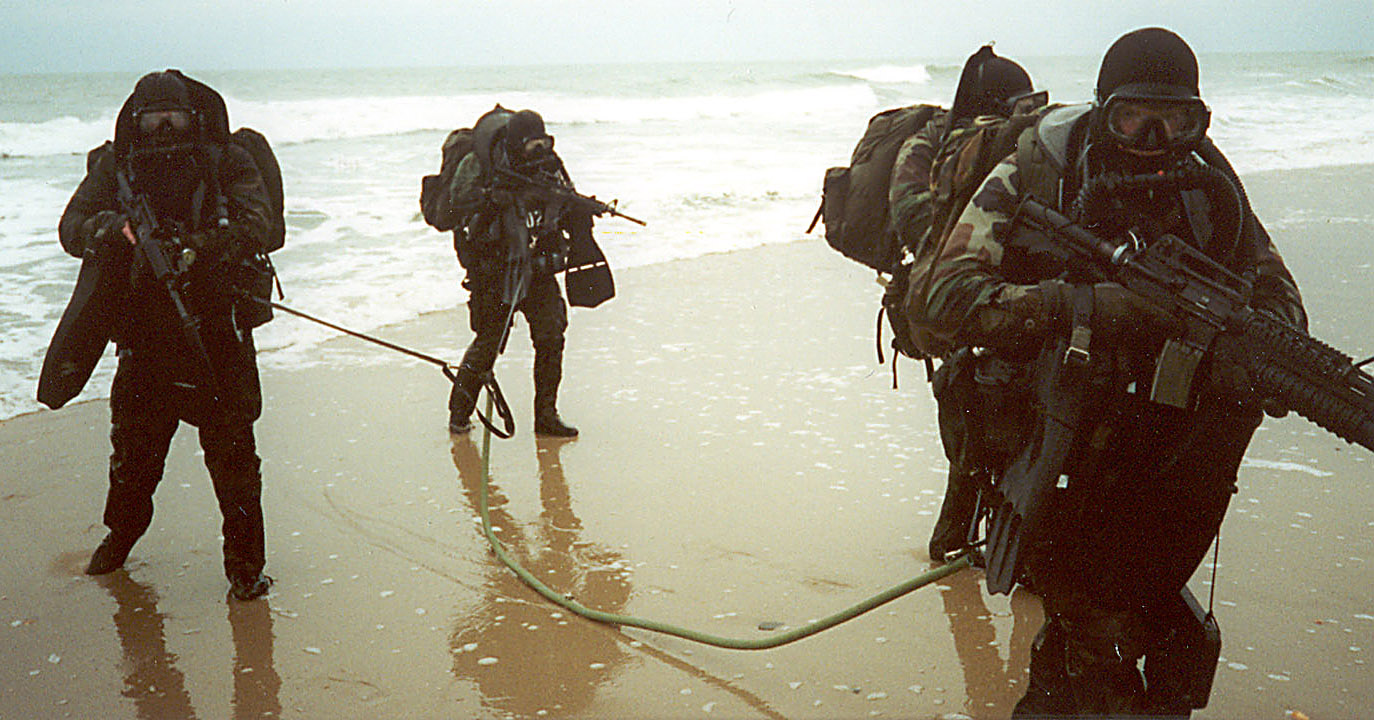
4人1組で行動するフォース・リーコン(1995年)

フォース・リーコンは主に敵地における威力偵察（どちらかと言えば斥候部隊に近い）を主任務とする部隊であり、本隊上陸前の偵察や敵地攻撃を行うことで敵戦力を把握する事実上の特殊部隊であるが、公式には特殊部隊とは認められていないため、アメリカ特殊作戦軍（SOCOM）の隷下ではなく海兵隊によって直接指揮・管轄が行われている。因みにあくまでもフォース・リーコンは戦闘斥候が任務であり、本格的な急襲は海兵隊の特殊部隊であるアメリカ海兵隊特殊作戦コマンド（Marine Special operations Command: MARSOC、こちらはSOCOM所属）が行う。
偵察部隊ではあるものの戦闘能力が高くCQB、射撃、爆破等に長けており、その実力はNavy SEALsにも匹敵するとされる。また、さらなる交戦を余儀なくされた場合、彼らには艦砲射撃や戦闘機、爆撃機を使用した攻撃の権限まで与えられており、加えて油田・船舶への奇襲、人質救出、敵陣地破壊などの強襲攻撃型任務も可能である。
海兵隊は、陸軍の空挺部隊と共に緊急展開即応部隊として派遣される。航空機で短時間に展開できる反面、装備が不十分な空挺部隊と比べて、艦艇で移動することの多い海兵隊は、重装備で任地に赴けるという利点が存在する。それゆえフォース・リーコンは、多少困難が想定される状況下においても、戦略上有益と判断された場合は、作戦地域に向けて偵察や襲撃に投入される。装備面では、各監視装置や衛星、秘匿通信システムなどの最新機器を使用し、地上のあらゆる場所から司令部へ向けて情報を送信できる。

## 主な任務
フォース・リーコンの主な任務は、海兵空地任務部隊（MAGTF）の上陸時における支援及び援護である。フォース・リーコンは、本隊が進行する際、事前に想定作戦地域に展開し、上陸地点の選定誘導、偵察、監視、斥候などの情報収集を行う。海兵隊では唯一空挺降下作戦が可能な部隊であるがため、本隊の上陸後は空中機動部隊として参戦し、航空機での敵地潜入、長距離偵察を行う。
また、敵陣の情報や生物兵器や化学兵器の有無の確認、敵要人などの監視などにもあたる。アフガニスタン、イラクにおいても、フォース・リーコンはグリーンベレーやデルタフォースなどの部隊よりも先に潜入し、事前に敵地地形や人員配置、現地の情報収集などを行ったとされる。

## 歴史
前身となる部隊は第二次世界大戦下で創設され、太平洋戦争のガダルカナル島上陸作戦で主力部隊として第一線で活躍。
その後の朝鮮戦争にも投入され、釜山や仁川への上陸作戦に従事した。1954年からの3年間、正式なフォース・リーコンを創るため実験部隊が創立された。
1957年6月19日、カリフォルニア州でフォース・リーコンとして新たに創設。
ベトナム戦争においては、苦戦を強いられながらも長距離偵察作戦を遂行し、ベトコンに大打撃を与えた。
ベトナムから撤退後、1974年に一時休眠するが、1982年に活動を再開し、1987年のパナマ侵攻や1991年の湾岸戦争などでも、アメリカ軍の尖兵として偵察任務にあたっている。
近年では、2002年のアフガニスタン侵攻やイラク戦争にも投入され、戦果をおさめている。
2006年、アメリカ海兵隊特殊作戦コマンド（MARSOC）の創設に伴い部隊の再編成が行われた。第2及び第1武装偵察中隊の任務が順次解除され、経験豊富な隊員は新設された海兵特殊作戦大隊のチームに選抜、残りの隊員は師団所属偵察大隊隷下の深部偵察小隊から成るDelta中隊として編成された。
2008年10月、海兵隊司令官の指示により、第1及び第2偵察大隊のD中隊は武装偵察中隊（フォース・リーコン）として再任命され、海兵遠征軍指揮下に置かれた。また沖縄の第3海兵遠征軍でも武装偵察中隊が設立された。

## 部隊編制

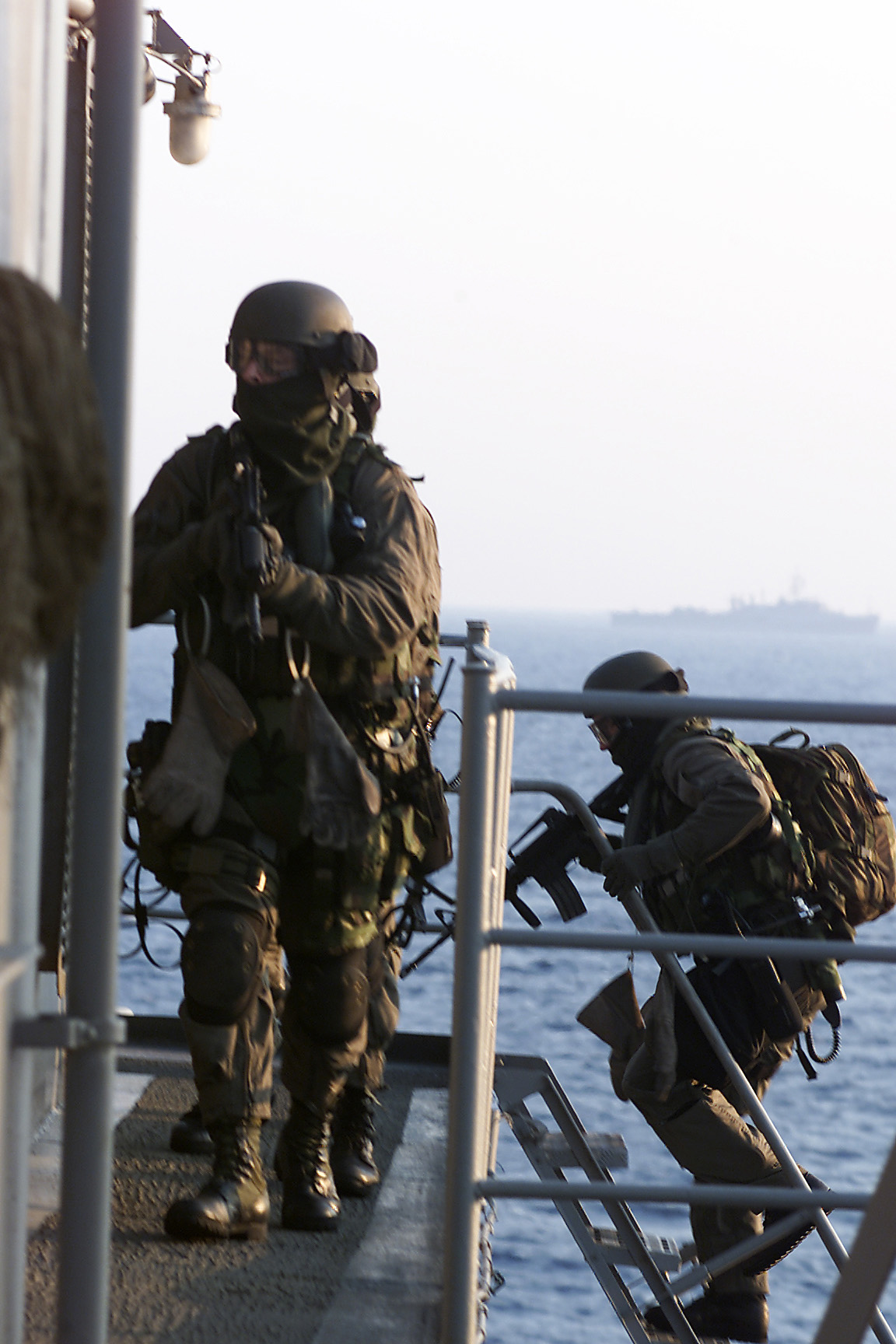
VBSS(船舶検査)の訓練を受ける武装偵察部隊の直接行動小隊

- 第1武装偵察中隊（解散し第1偵察大隊所属武装偵察中隊に再編成された） - カリフォルニア州キャンプ・ペンドルトン（Camp Pendleton）所在
  - 第1海兵遠征部隊本部グループ所属（第1海兵遠征軍）
- 第2武装偵察中隊（解散し第2偵察大隊所属武装偵察中隊に再編成された） - ノースカロライナ州キャンプ・ルジューン（Camp Lejeune）所在
  - 第2海兵遠征部隊本部グループ所属（第2海兵遠征軍）
- 第3武装偵察中隊 - アラバマ州モービルに所在
  - MFR所属
- 第4武装偵察中隊 - カリフォルニア州アラメダに所在
  - MFR所属
- 第5武装偵察中隊（第3海兵師団・第3偵察大隊B中隊を経て大隊所属武装偵察中隊となった） - 沖縄県キャンプ・バトラー（Camp Smedley D. Butler）所在
  - 第3海兵遠征部隊本部グループ所属（第3海兵遠征軍）
- 本部大隊- ノースカロライナ州キャンプ・ルジューン（Camp Lejeune）所在
  - 第2海兵遠征部隊本部グループ所属（第2海兵遠征軍）

## 訓練課程
リーコンの選抜訓練は、アメリカ軍内でもSEALsに並ぶほど過酷な訓練を繰り返し、陸・海・空全てにおいての作戦行動ができる技能を身につける。
第1段階
- 3マイルのランニング、懸垂、腹筋、障害物コースをクリアした後、ブーツと服を着用したままプールにて500ヤードを17分間で泳ぎ切る。
- プールから上がった後は、M4A1をはじめ、50ポンドの装備を担ぎ休むことなく、2時間半の行進を行う。
- これらを終えてから、筆記テストと面接官の面接試験に臨む。

第2段階（6か月）
- 偵察に関する基礎知識と実践的な技術、パトロール、歩兵戦術、陸軍空挺部隊コースで空挺降下技術を学ぶ。
- また、スクーバダイビングコースでは戦闘員に呼吸訓練などを行う。

第3段階（8週間）
- 陸軍レンジャーコースで、雪山でのサバイバル訓練やロッククライミングなどの訓練を受ける。
- また、空挺降下技術、射撃、基礎的な医療技能も身につける。

第4段階（6か月）
- 衛星通信、モールス信号、潜水艦などからの水中観測、ダイビング技術、潜入や脱出技術、空挺降下技術、破壊工作など、部隊として作戦行動を行うための訓練を施される。

第5段階
- 潜入、脱出、空挺降下、水中観測、山岳や砂漠でのパトロールなどの、今まで行ってきた訓練の総合的な技術をみる実地訓練を受ける。

第6段階
- 人質救出や船舶、石油施設破壊などの訓練を受ける傍ら、各地にMEU（海兵隊遠征隊）の隊員として実戦に参加する。

第7段階
- 最終試験。訓練ではなく、実際に作戦に参加することで、任務遂行能力があるか判断される。

## 関連作品
『Marvel パニッシャー』
主人公のフランク・キャッスルが軍隊時代に中尉として配属されていた部隊。
『ゲート 自衛隊 彼の地にて、斯く戦えり』
箱根旅館に宿泊中の特地要人を拉致するため、CIAより派遣された実働部隊の一人が同部隊出身。
『コール オブ デューティ4 モダン・ウォーフェア』
キャンペーン中、アル・アサド捕縛のために中東某国に侵攻した海兵隊の一部隊として登場。
『ザ・シューター/極大射程』
主人公のボブ・リー・スワガー一等軍曹が前哨狙撃兵として配属されていた部隊。